# 一貫道
一貫道是新興中國民間宗教，融合儒、釋、道、基督、回五教教義，強調推廣「五教融合」，並弘揚中華文化傳承。早期有借竅臨壇、開沙等類似於鸞堂的扶乩等儀式。其信仰者互稱「道親」，表示「因道而親」。一貫道信奉明明上帝（俗稱無生老母、無極老母）是創造天地者，全名為「明明上帝 無量清虛 至尊至聖 三界十方 萬靈真宰」，簡稱「道」，以「先天母字」符號象徵，主張是「道」不是「教」。一貫道相信回歸「道」是各宗教的共同目標，「道」也可以透過各種形式顯現，故世上五大宗教儒、釋、道、耶、回其實是殊途同歸，引用了禪宗「一花開五葉」的「五教同源」理論。一貫道道統溯源遙尊伏羲氏、黄帝、孔子、孟子、曾子等上古聖賢及釋迦牟尼佛、漢傳佛教達摩、惠能禪師等人為其祖師。該教的宇宙觀將人類歷史分成青陽、紅陽、白陽三期，含有末劫救贖思想，相信無極老母派遣彌勒佛（轉世為祖師路中一）拯救凡間。亦禮敬濟公（轉世為祖師張天然）、南海古佛、關法律主、呂法律主、孔子、穆罕默德、耶稣等仙佛神聖。主要儀軌典籍是1930年由張天然頒訂的《暫訂佛規》，提及信徒茹素並修行「三寶」獲得解脫。其他經典還有《皇母訓子十誡》、《彌勒救苦真經》等。而入道儀式稱為「求道」，經獻供禮、請壇之後，由點傳師傳授三寶，正式成為教徒。早年的入道儀式頗具神秘色彩，亦因此為兩岸執政當局猜忌。
該教原本僅在中國大陸山東省流傳，民國年間，張天然將之傳佈開至全中國大陸。中华人民共和国成立后于1950年10月10日发布《关于镇压反革命活动的指示》，开展镇压反革命运动，一贯道在此期间被作为会道门取缔。1946年傳入台灣后，因被指意圖推翻政府為國民黨所忌，于1953年以“涉及迷信及妨害地方治安”为名查禁，1987年才被允許合法立案。截至2018年3月，臺灣有紀錄的一貫道信徒約有80萬人。

## 名稱
一貫道的名稱為其第十六代祖劉清虛取《論語》〈里仁第四〉中「吾道一以貫之」之義而名。在中華民國境內，以「中華民國一貫道總會」的名義登記立案。

## 沿革

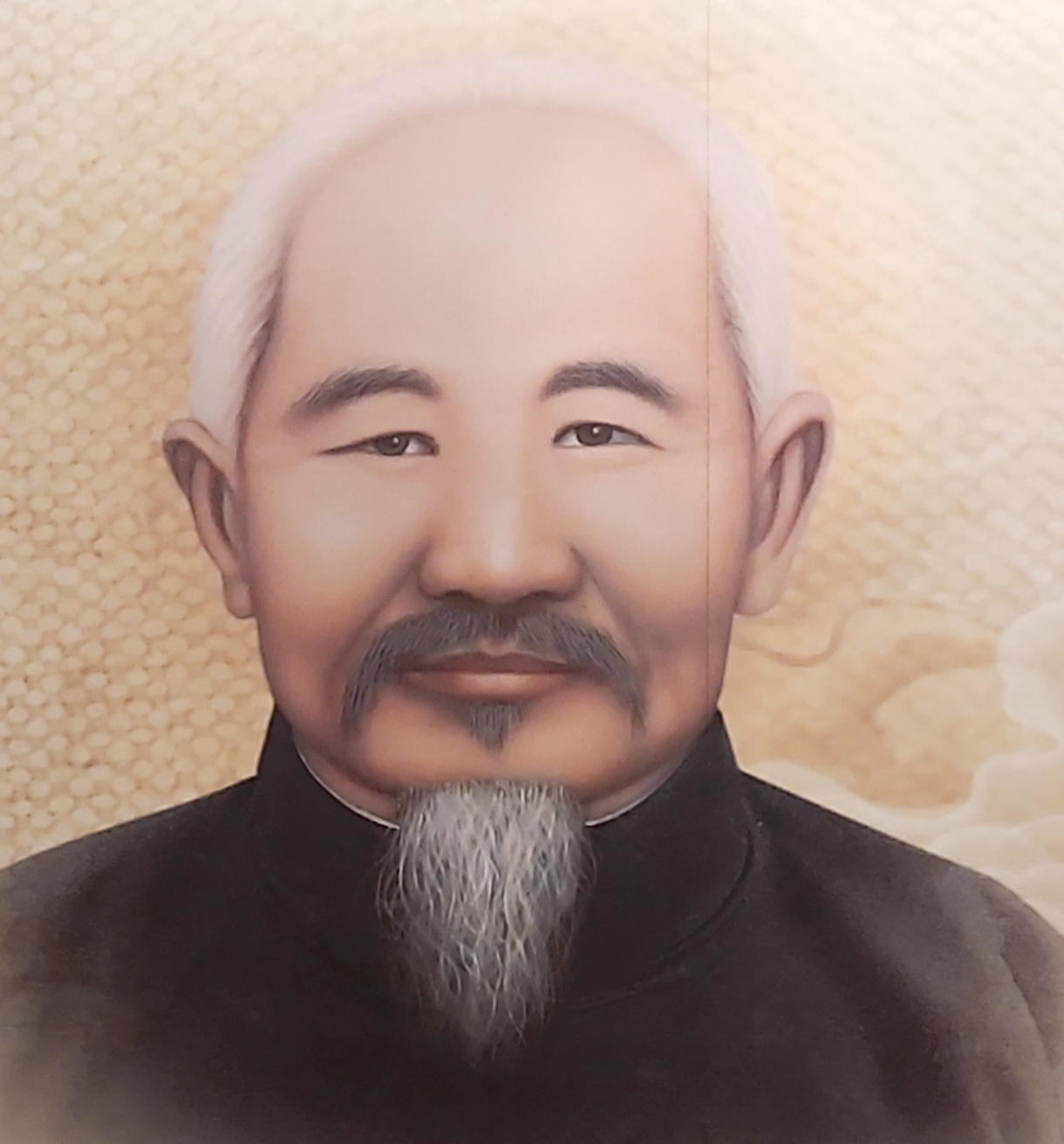
一貫道祖師路中一畫像

清末王覺一是一貫道實際創始者。1886年其弟子劉清虛將道名改為現名。道務後來傳給路中一（經典敘述為彌勒佛轉世），在其逝世後由妹妹路中節（即部分典籍所稱「老姑奶奶」）暫時掌理。民國19年（1930年），以濟南為傳教根據地的張光璧（又名張天然，經典敘述為濟公活佛分靈倒裝轉世，飛鸞時獲最高神祇無極老母指示，領導一貫道。兩人弘法足跡遍布中國，時值日軍侵略，大量民眾遂信奉一貫道。民國年間，一貫道各地的道堂公益慈善事業做得很多，如施粥、施茶、舍藥、助葬、濟貧、救難等善舉。較有名的有「崇華堂慈善會」、「中華慈善道德會」，對慈善事業的推行績效卓著，尤其是對戰時傷患的醫療及難民救助貢獻極大，屢蒙當局的獎勵。日本二戰投降後，中國國民黨政府、中國共產黨政府因為政治与邪教問題，先後取締一貫道。文化大革命時期，一貫道在中國大陸基本消失。近來中國大陸的一貫道由於改革開放，略有活動。 2009年5月4日，釋星雲建議中国國家宗教事務局副局長蔣堅永應在五大宗教之外考慮放寬多一點合法宗教信仰的選擇。一贯道等会道门逐步被中国大陆学界纳入新兴宗教研究范畴。至2023年及2024年，尚有一贯道人员在中国大陆被逮捕的消息。

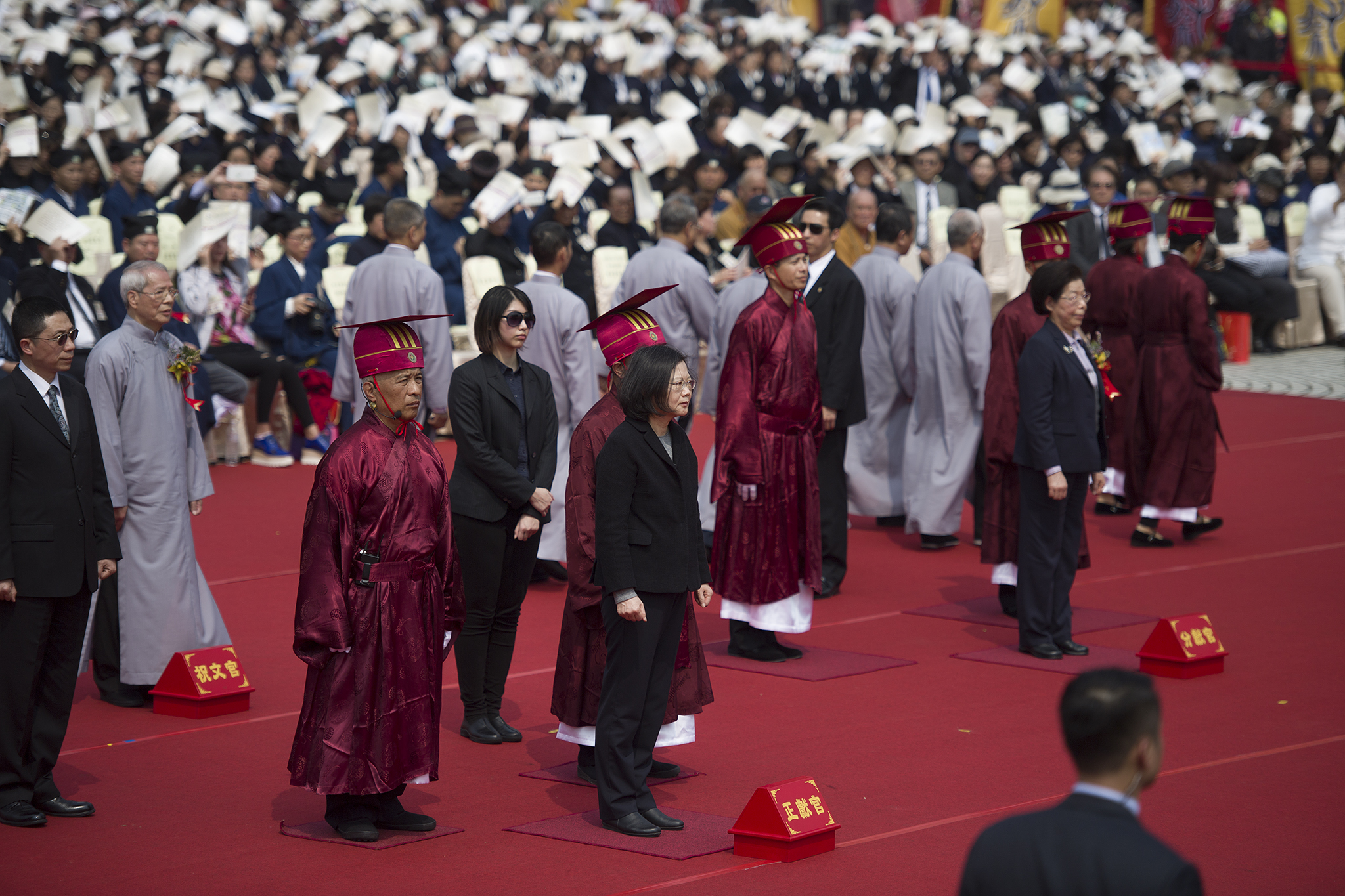
第14任中華民國總統蔡英文出席一貫道祭天大典。

戰後初期的臺灣將一貫道查禁，部分民眾也蔑視地稱之為「鴨蛋教」，警備總部並造謠其信眾男女混雜、裸體崇拜，加以嚴格取締。後來他們積極傳習儒家思想、強調孝道，並力行公益，利用各種方式進行宣傳，終於為一貫道正名。1987年，40名藍營立法委員呼籲政府將一貫道合法化，中國國民黨執政下的中華民國政府遂由內政部出面宣布其合法化。1988年3月成立臺灣一貫道最高組織「中華民國一貫道總會」，成為解嚴後首個改變非法地位、被承認為宗教的信仰集團。
一貫道解禁後適逢臺灣經濟快速發展時期，一貫道亦蓬勃發展，信徒大量增加。比如發一崇德組線配合政府舉行公益活動、社會服務，在活動中任用「學界」道徒（指大專院校學生。該組線創建者陳鴻珍前人推動道場「三界一元」制，將一般信徒歸入「社會界」、大專院校學生入「學界」、中學生入「青少年界」，統一接受當地分區道場「忠義十字班」單線管理，為該組線制度化之特色）採行「帶動唱」，意欲帶給社會一貫道陽光、年輕之感覺，後成為該組線辦理活動之一大特色。目前台灣一貫道徒有幾十萬之眾，成為中國國民黨與民主進步黨等政黨爭相拉攏的票倉。1996年於美國洛杉磯成立一貫道世界總會。
香港的道務主要自中華人民共和國成立後，離開大陸的孫慧明等人領導發展，逐漸設立的道壇、佛堂使香港與台灣並列，成為一貫道兩大本營。1997年香港回歸中國後，部分道場移往臺灣和海外發展。

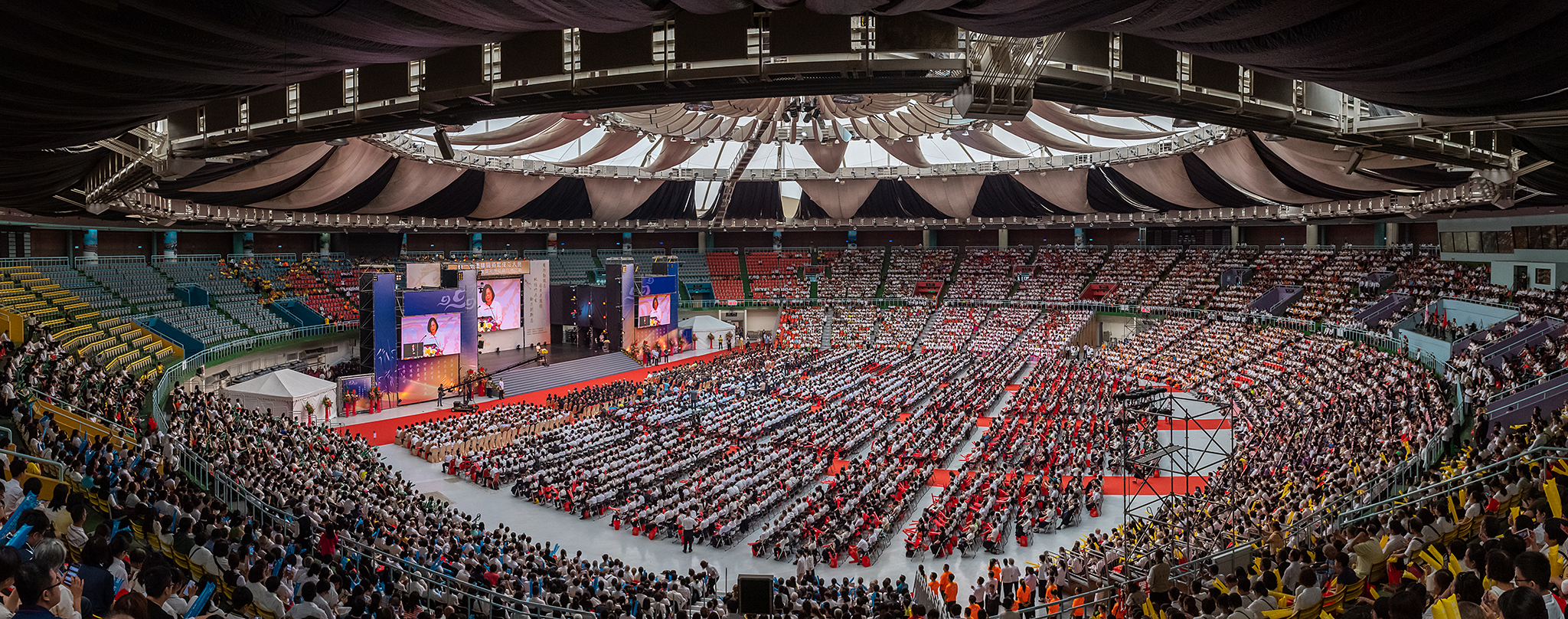
蔡英文總統出席發一崇德桃園道場成立大會

值得一提的是，臺灣一貫道發展至21世紀，競相興建宏偉建築（道內俗稱發願蓋大廟），發一崇德組線歷經陳鴻珍、韓萬年改革，仿企業制度化經營，組線規模龐大。:93-99臺灣其他組線因並無開沙之巫儀，該教經典《暫訂佛規》又規定僅祖師得任命點傳師此神職人員，只能等待一位點傳師逝世，方能由該組線領導人任命他人遞補。不過，發一崇德組線相信自己隸下佛堂開沙時，主神明明上帝示意陳、韓二人承接韓父韓恩榮（20世紀中後期發一組主要領導人）自師母孫素貞處取得之「天命」（授予道徒點傳師神職的權力）:73-74，因此由韓萬年等領導階層任命點傳師（道內稱「放命」），規模逐年龐大，現已成為臺灣一貫道人數數一數二的組線:10。
海外的道務為戰後由於孙素贞師母及許多支線的前人、點傳師、人才避居香港，其地位遂日愈重要，與台灣成為一貫道的兩個大本營，許多國家的道場都由此開出。各道場主要開荒地區有韓國、日本、東南亞、南亞、澳洲、新西蘭、美國、加拿大、中南美洲、非洲、歐洲等。許多國家也設有一貫道總會。

## 組線及衍生宗教
一貫道傳來台灣的師母派可分為十八組線，另有師兄派的正义辅导委员会（後來的天道）。

### 師母派在臺十八組線

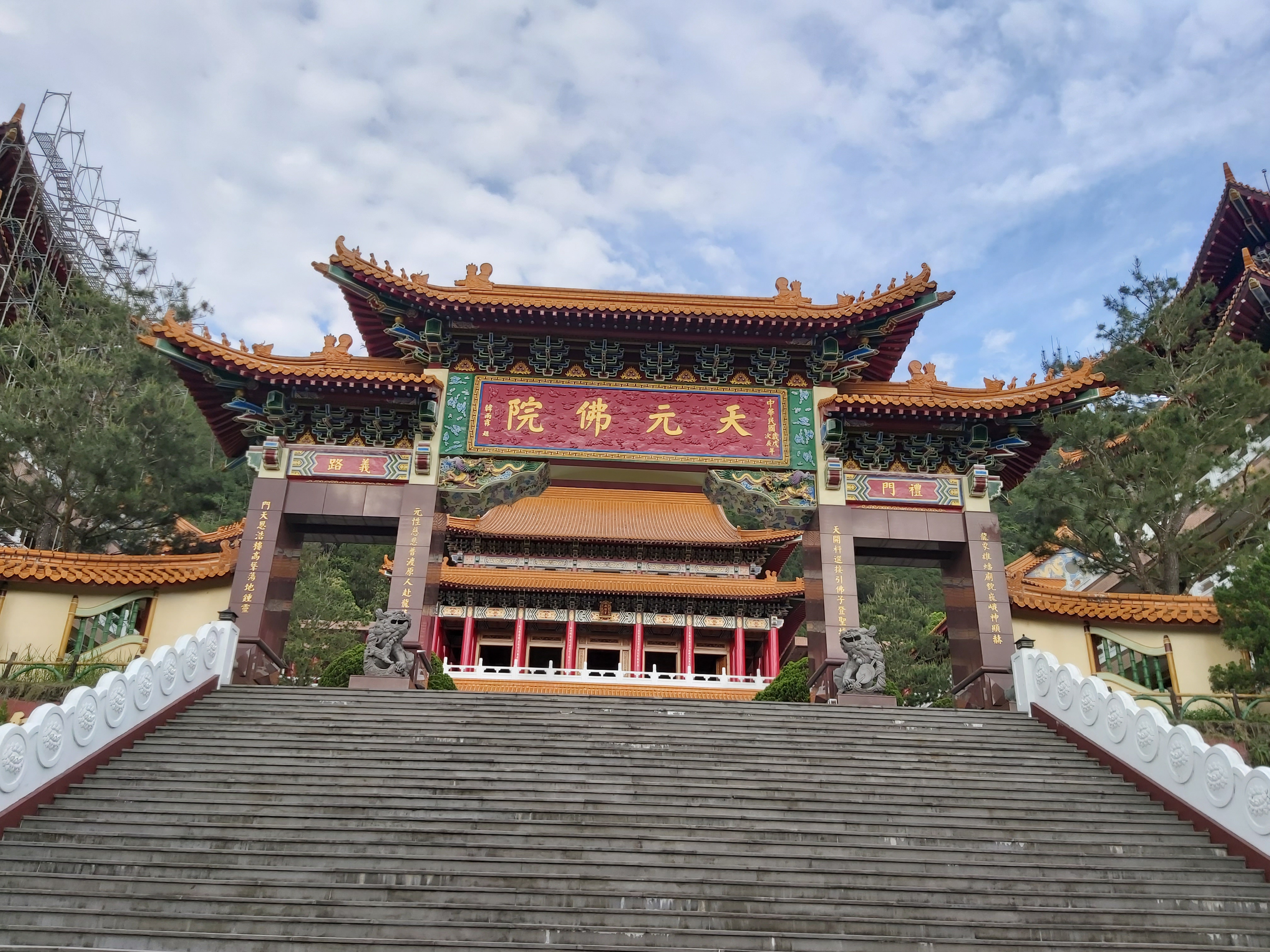
發一組道務中心埔里天元佛院。

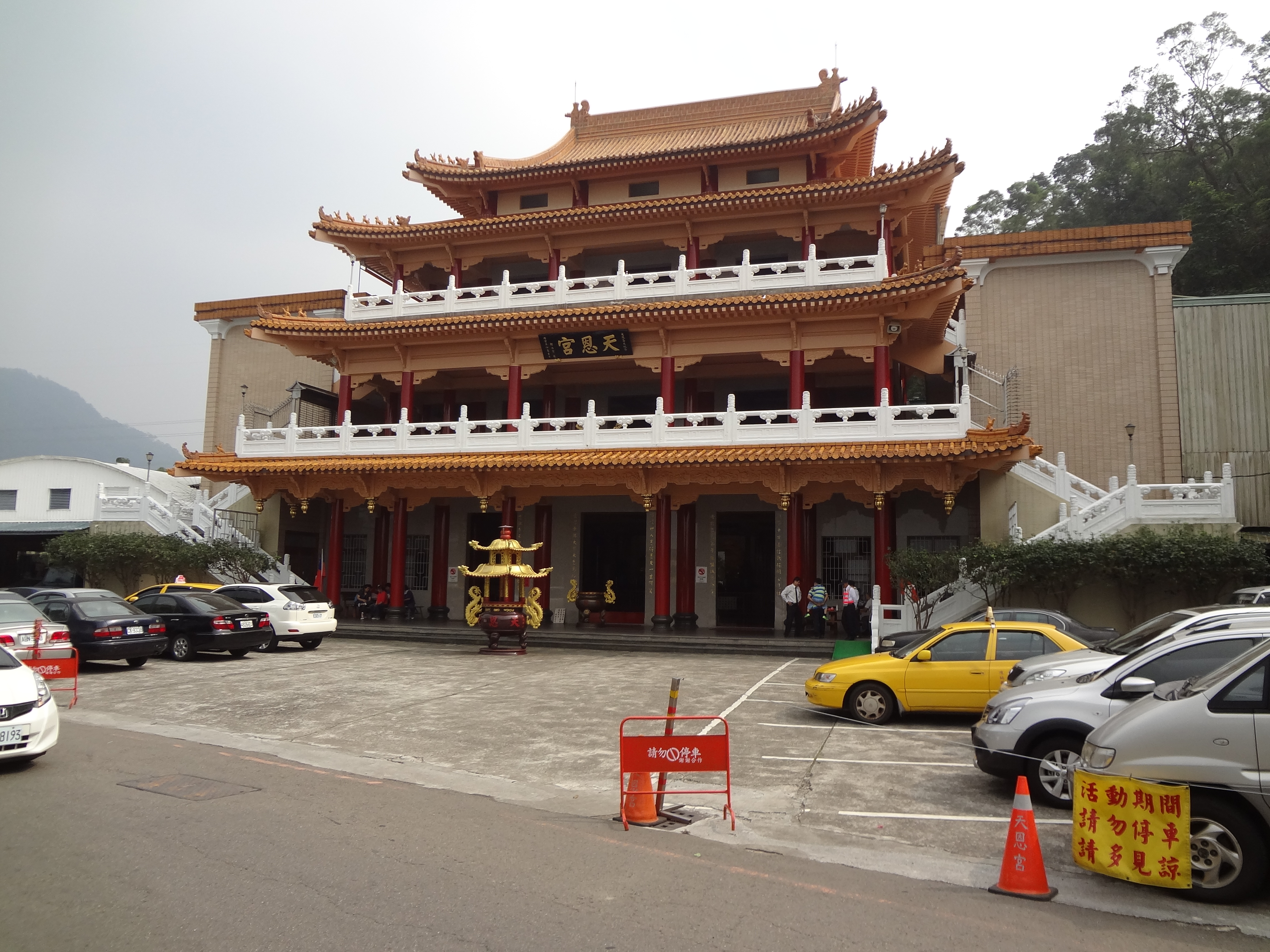
發一天恩的木柵天恩宮。

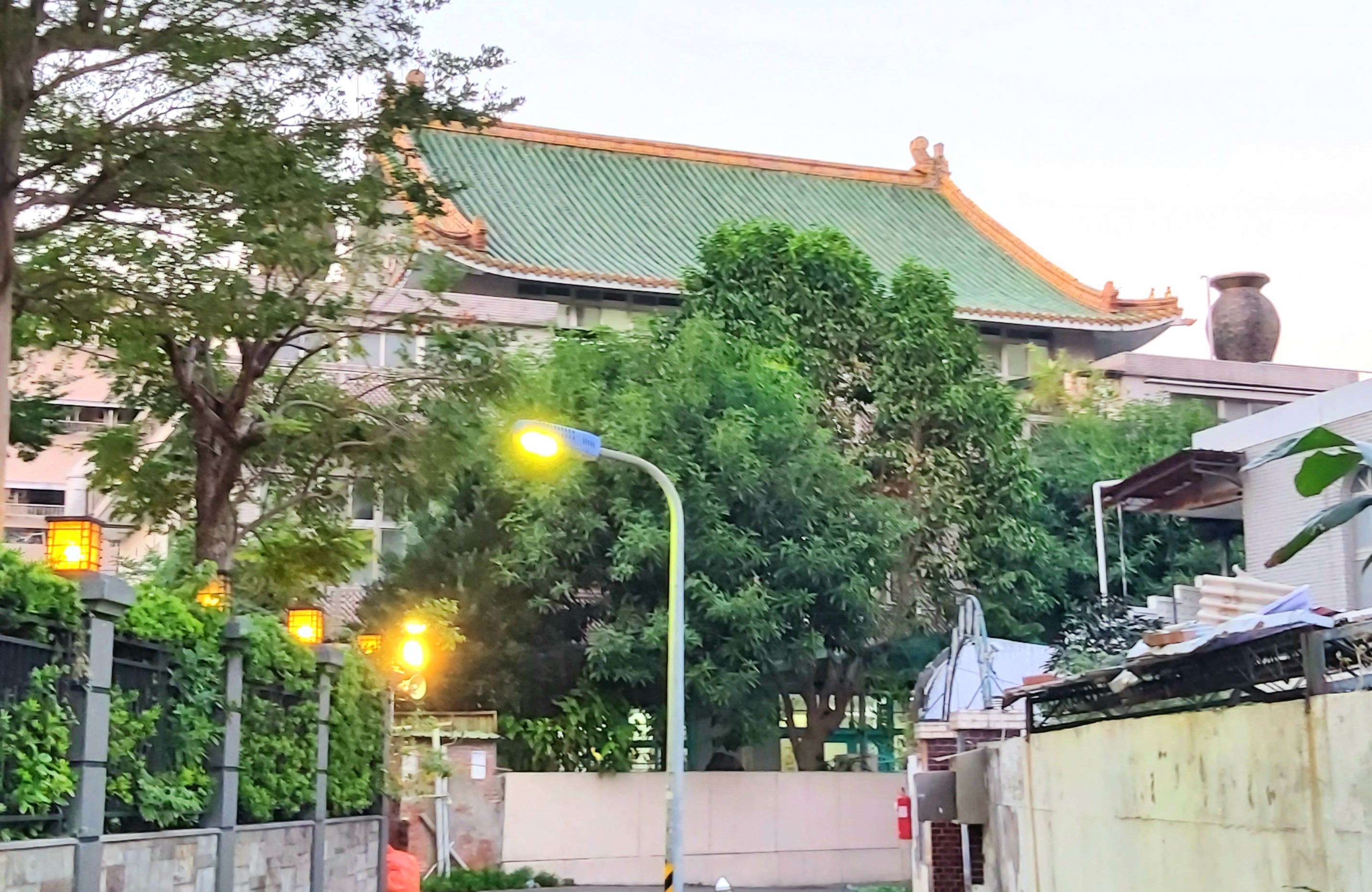
基礎忠恕道場原道務中心臺北市萬華區先天道院，為一貫道早期於臺灣的開荒（傳教）基地。2000年，道務中心遷址至新建的桃園龜山忠恕道院，原址作為先天道院體系之運作中心以及忠恕學院臺北分部初級部教室。

| 基礎組源於上海基礎壇，於1946年及1947年傳入。 文化組源於天津文化壇，於1946年傳至臺灣。 法聖組出自南京韓順祥的忠恕壇，1938年由孫德椿傳入。 乾一組1947年，天津乾一壇派聞道弘抵台，在台北市設堂成立此一支線。 天祥組源自天津天祥壇，1948年，由劉懋忠等傳入。 金光組1947年，上海金光壇莊祥欽及李孚生來台在台北設堂。 天真組1948年，天津天真總壇的張文運來台，在台北市古亭區成立此支線。 慧光組出自安徽六合慧光壇，1947年由張繼勤傳入在台北設堂。 浩然組來自天津浩然壇，1948年，有金寶璋、牛從德（女）及陳耀菊（女）、梁華春（女）等先後到台灣傳道。 中庸組來自四川成都，分為三支線 安東組源自安東（今丹東）教化壇，1950年由高金澄、柳人漢傳入。 寶光組出自上海寶光壇，1935至1947年由陳文祥、楊永江、劉長瑞、蘇秀蘭（女）等來台開辦。 寶光紹興組林夢麒、周素玲（女）、張志祺三位老前人,受潘道長指示來台開荒。 明光組出自浙江寧波明光壇，於1947年由於宗瑤及俞境長（女）傳入。 浦光組其人員來自寶光組玉山道場，後改隸香港浦光組汪友德。 常州組源自江蘇常州博德檀。1946、7年之際由匡佩華（女）、徐昌大、顧愛珩（女）等傳入。 發一組源於天津市同興壇，1948年整壇搬遷到台灣。1947年由劉振魁率先到臺傳教。該組由韓恩榮老前人（1901–1995）創建。埔里天元佛院為總道務中心。其下有十二個單位。發一崇德：陳鴻珍、發一天恩：祁玉鏞、發一靈隱：劉振魁、發一天元：張玉台，四個較大的支線，發一光耀：王連玉、發一德化：林廷才、發一同義：劉全祥、發一慈濟：劉學錕、發一慈法：張瑞青、發一慧圓（慧音）：劉明德、發一晉德：郝金瀛、發一奉天：徐燕妹，八個較小的支線。 闡德組1982年由緬甸闡道場傳入。 興毅組出自天津興毅壇，該組由張武城老前人（1884–1949）創建。1947年何宗好率孫正陽、王春茂、馬仲齡、張常江等人由天津至台灣，在台南市設立佛堂「純陽壇」成立此一支線。 孫正陽、馬仲齡二人初至臺灣，在雲林縣虎尾鎮傳道時，因生活開銷需要，曾在臺灣省立虎尾女子中學任教國文。:何宗好作為興毅組在台灣的道務負責人，為了整合因大陸 1950 年 12 月的「反動會道門」運動而來台的其他支線，在1959年台北內江街成立了「聯合寶壇」與「興毅理事會道務中心」。1987年間其下有31多個單位。興毅忠信：吳靜宇、基隆(興毅基興)：許萬益、隆興：張愛月、北市：嚴火治、北一：林國祥、北二：江見海、長榮(興毅長榮)：林金枝、北縣：陳應樹、三重：劉登茂、桃興：蘇老局、新竹：馮景祥、竹北：陳瑞益、臺中：羅調水、彰道：陳論逖、彰忠：鄭漢忠、斗南：張金城、西螺：廖八大、嘉義(興毅尚義)：孫順治、六甲(興毅興一)：陳 帶、麻豆(興毅義和)：陳春來、南興(興毅南興)：薛福三、府城：孫不纏、法南：黃登淵、高興：陳榮得、高一：許丁再、鳳山：林庚宇、旗山：張少華、岡山：林 塗、屏東：許清波、理化：林水木、東興：尤海洋、宜蘭：賴福祥。 |

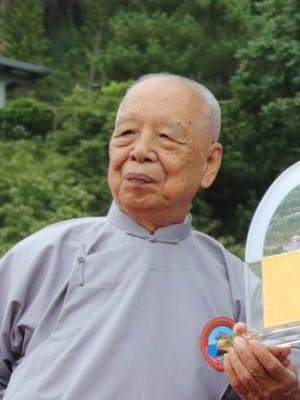
發一崇德韓萬年點傳師
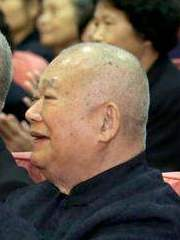
寶光建德林再錦前人
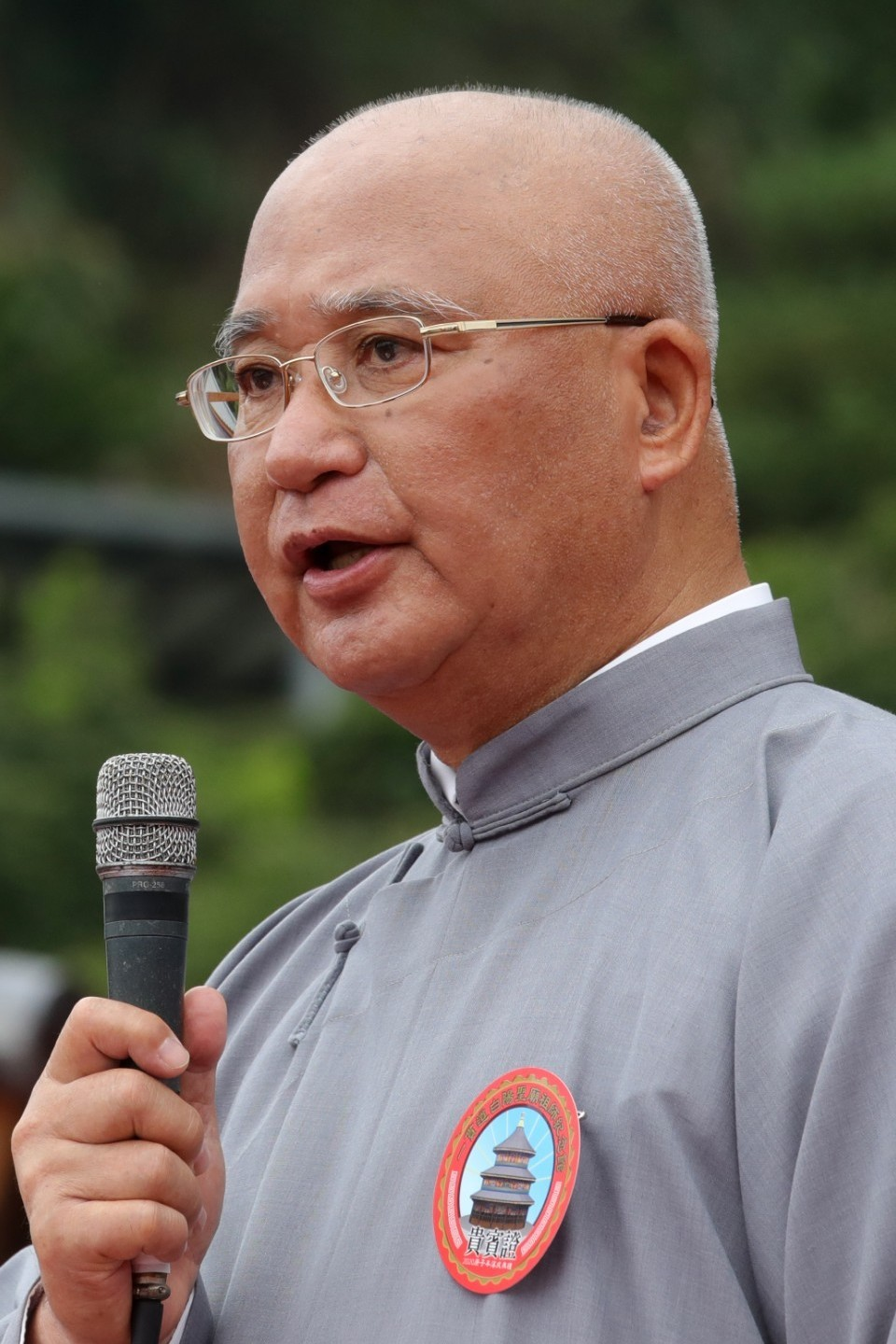
寶光玉山王寶宗點傳師

### 師兄派（正義輔導委員會）
師兄派，是指不承認孫素貞領導地位，而追隨張天然嫡長子張英譽的組線。他們認為張天然所著之《暫訂佛規》中稱「余」領天命，由此推論只有一人領天命。故此派使用之表文仍依照禮節中寫的「欽加保恩張光璧」，而師母派表文則寫「欽加頂航孫慧明」。師兄派認為孫不是掌「道盤」而是掌「考盤」，真正18代祖師只有張天然一人。
正义辅导委员会又稱正義組，是師尊张天然歸空后不服孫慧明領導而拥立刘率真和张英誉的組線，由孙锡、徐衡甫、董玉泉、李育坤等人在杭州成立，1946年由吴信学、郑德祥、张德福、叶逊眉、邓明坤等人傳至台湾。當前有六支支線：
1. 张德福，以高雄市凤山區天辅堂为中心。
2. 谢含隐，以台北市天诚堂为中心。
3. 林玉兰，以嘉义天同总堂为中心。
4. 邓明坤，现由周诗章領導，以台中市天道三佛院为中心。
5. 陈自强，以台南市文武庙为总堂。
6. 文以质，总坛设在嘉义县大林鎮。

1990年成立社會團體「中華民國天道總會」，並於2006年正式提出申准為「天道」。

### 香港分支組線
根據中華民國一貫道總會編纂《一貫道概要》記載，1941年天津道場霍永盛前人前往香港開荒設立「穎筏壇」。1947年，上海寶光壇在灣仔設「道明壇」。其後又成立「秋明壇」及「宏化壇」等堂。1948年寧波明光道場至筲箕灣立「仁光壇」，1949年何宗好、吳靜宇也在銅鑼灣立「昭德壇」。1950年又有馬毓霖、馬富春至港，在德輔道設「正光壇」。同年劉靜如由漢口抵九龍成立「榮光總壇」。常州的吳萼偉等也在這年到尖砂咀設立「澤化壇」。這段期間也有上海基礎壇的前人先後在港成立六處佛壇。總計在師母孫素真抵港時有二十多處的佛壇，大多是由中國大陸各地的前人來港所設立。經過幾十年的發展，到2014年時，香港主要發展成善一組、常州組、金光組、經緯組、明光組、普光組、基礎組、文化組、法一組、辰洲組、天妙組、興毅組等十二個組線。其中以善一組較大，在尖沙咀有一棟商業大廈，財力充裕。德國漢學家 Philip Clart（柯若樸）發現加拿大溫哥華的一貫道佛堂多為是由香港的善一組所傳過去，據其考查，1980年代香港的善一組大概有三十多間的佛堂。

### 衍生宗教
此外，一些新興宗教自一貫道分離而來，如中华圣教、天真亥子道、彌勒大道等相關衍生宗教。以上這些衍生宗教，都不受一貫道總會的承認。

## 道義

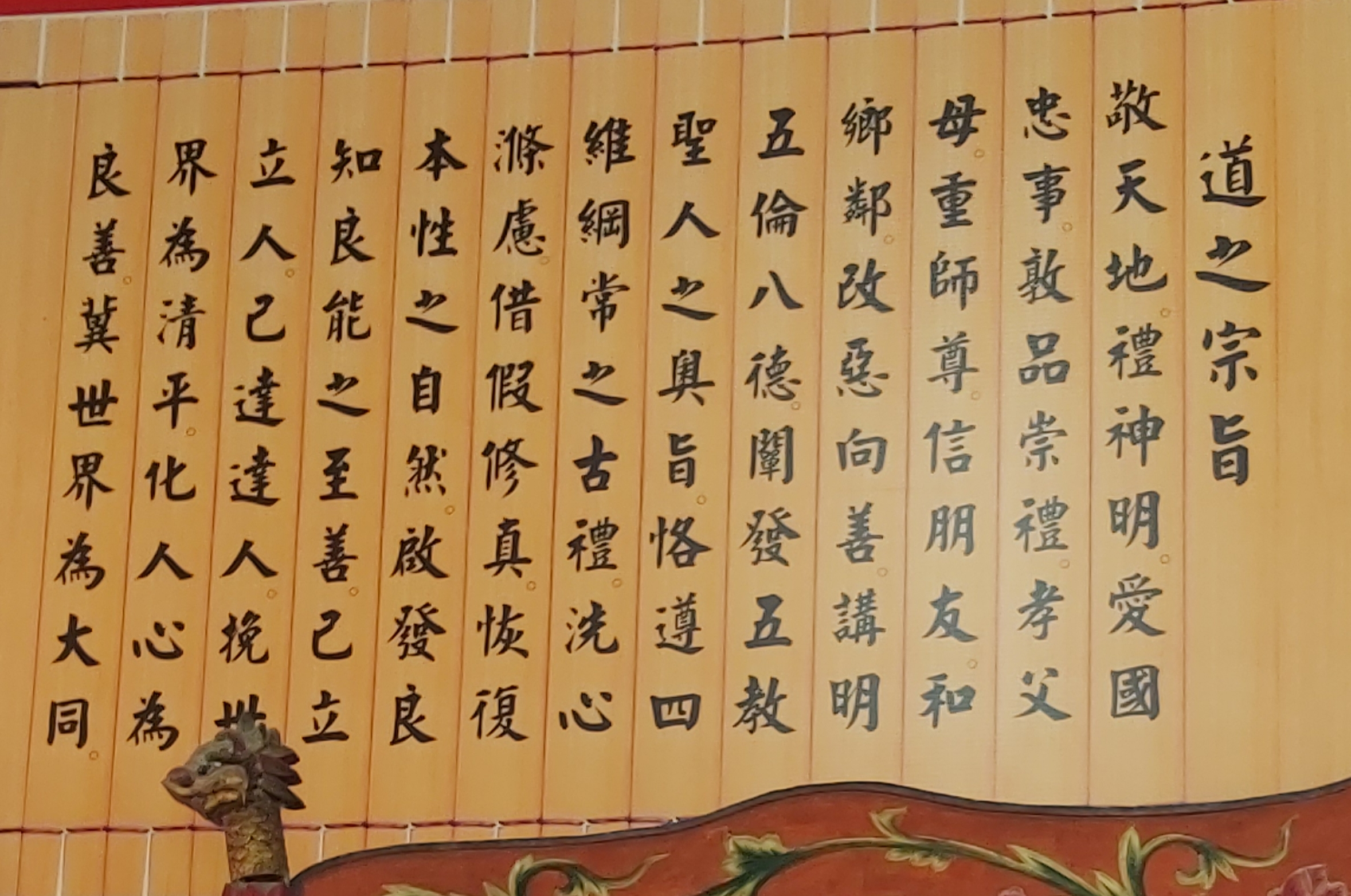
嘉義孔子廟內懸掛的《道之宗旨》全文木匾。

一貫道，而因時、因地制宜修改部分內容。主要教義為：「道是創生宇宙萬物的本體、永恆不變的真理，也是返回理天的唯一道路。在人身上稱為性理心法、根本佛性。現今末法時期，世人迷失根本，因此上天降道，挽救善男信女，唯有求道授記，才能超生了死。」以獲得救贖、回歸「無極理天」為目標，並認為「宗教同源」，皆追求回到天堂。

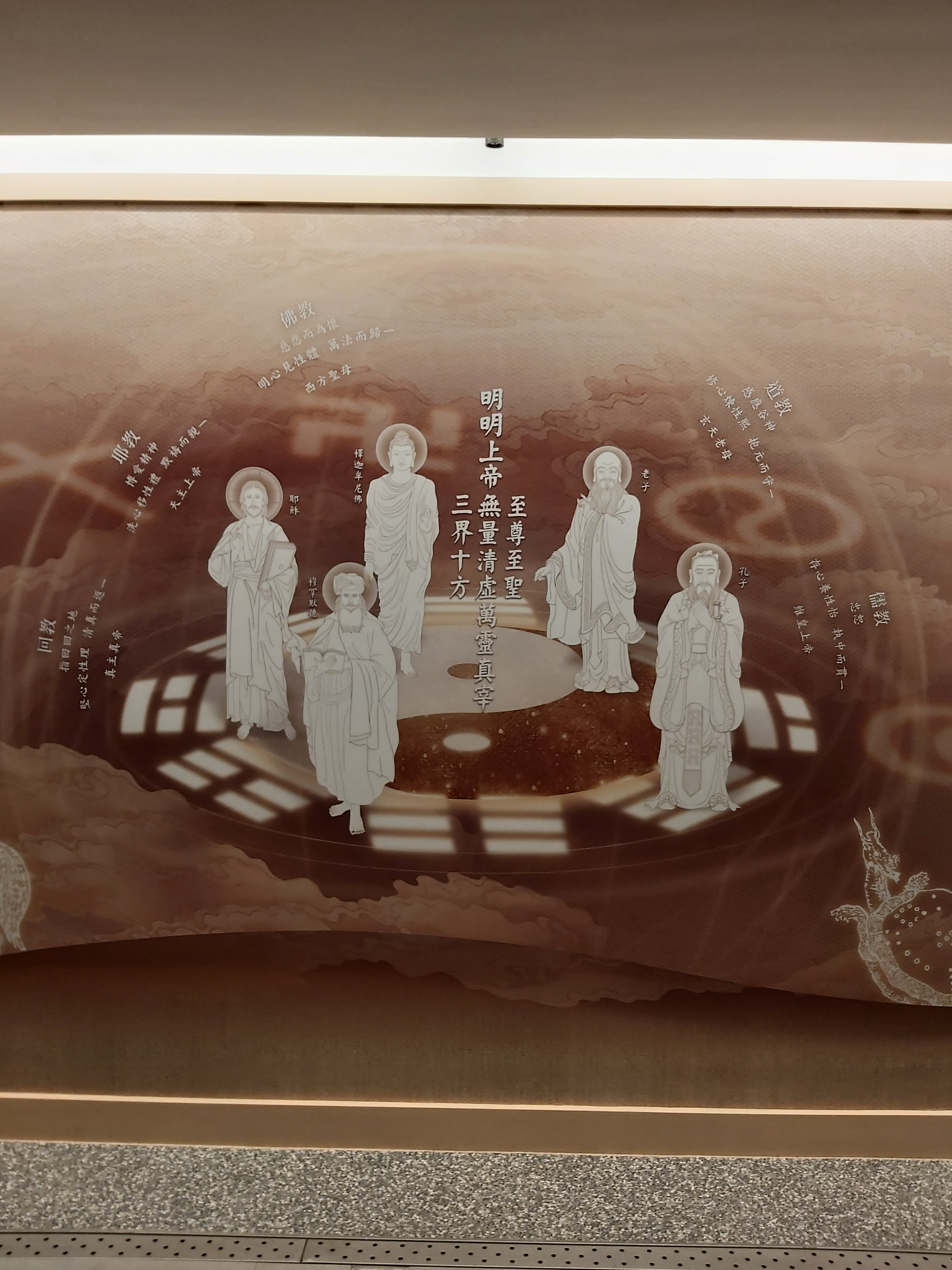
新北市三峽區濟仁佛院文史館陳展的「五教」意象。

一貫道主張「三教（儒、釋、道）合一」、「五教（儒、釋、道、耶、回）同源」:134-135，其中又有「以儒為宗」的特色。創教人王覺一為支持「性即理」的理學家，「以儒為宗」的教義即確立於王覺一掌教時期。

### 宇宙觀：理氣象三天論
在一貫道的宇宙觀中，有「理天」、「氣天」、「象天」之分。理天是宇宙的本體，氣天是肉眼可見之天，也就是天空。至於象天，在《一貫道疑問解答》一書中則明言「凡有形體的物件……都是屬於象天」。

### 至上神：明明上帝（無極老母）
主神「明明上帝無量清虛至尊至聖三界十方萬靈真宰」（簡稱明明上帝）源自羅教信仰的無生老母，也叫做無極老母。
無極老母具至高的神聖性，主宰人世，與「道」的運行並行不悖。一貫道相信，世界上的人類都是無生老母的子女，世界開創之初，居住在「無極理天」的老母派96億原佛子下凡。後來世人迷失根本，老母於是開龍華三會，渡回96億原佛子。第一會青陽期由燃燈佛掌道，僅渡回2億。第二會、釋迦牟尼佛掌道的紅陽期亦然。餘下92億規劃在第三會白陽期，由掌道的彌勒佛普渡收圓。只要求得一貫道的三寶，就可以「天堂（榜）掛號，地府抽丁」，在努力【修持】與【辦道】渡人，逝後回歸無極理天，稱為「歸天」。

### 宗旨
一貫道有以下宗旨：
敬天地，禮神明，愛國忠事，敦品崇禮，孝父母，重師尊，信朋友，和鄉鄰，改惡向善，講明五倫八德，闡發五教聖人之奧旨，恪遵四維綱常之古禮，洗心滌慮，借假修真，恢復本性之自然，啟發良知良能之至善，己立立人，己達達人，挽世界為清平，化人心為良善，冀世界為大同。

### 張天然師尊三大宏願[33]
１、在先天，渡化眾生，達本還源。
２、在後天，復興中華道統文化。
３、移風易俗，化世界為大同。

## 神職人員

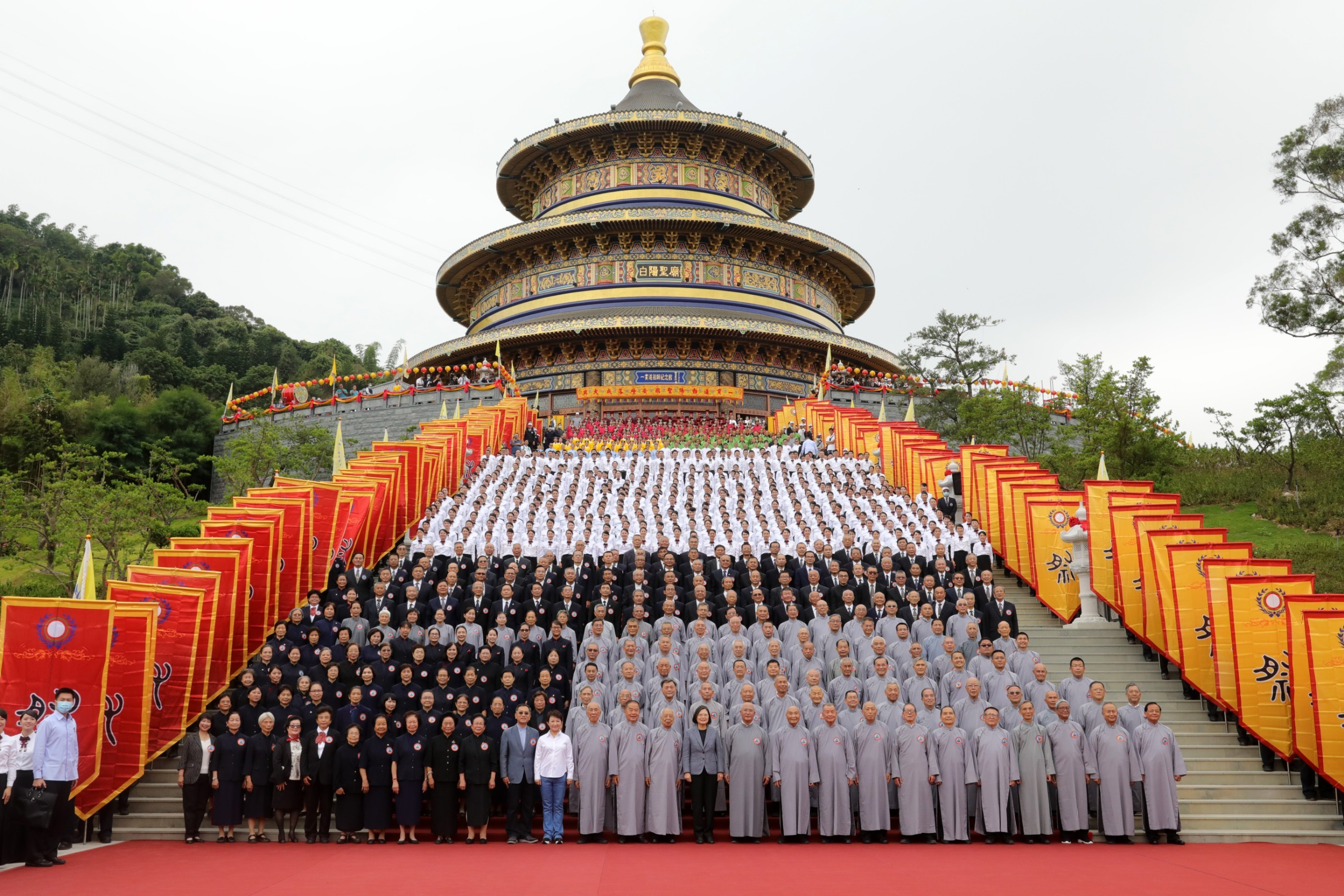
一貫道祖師紀念館「白陽聖廟」

經過一貫道的求道儀式者稱為「道親」，指「因道而親」，也是信徒間的互稱。在該教經典中，以「乾道」稱呼男道親，女性則稱「坤道」。其組織層次分明，神職人員的職級依序可以分為：
- 祖師：專指「師尊」張天然及「師母」孫慧明和歷代祖師，包括老祖師路中一。
- 道長：一貫道元老人物，通常是大陸時期各省市領導人，職務由祖師授予。在臺灣對道務傳播卓有貢獻的張文運、韓雨霖也被當地道親尊為道長。
- 老前人：一貫道資深人物，如張文運、韓雨霖等。
- 前人：資深的代表點傳師。經祖師授權後，可依其核准的名額來任命點傳師。習慣上，臺灣外省點傳師都稱為前人。
早年「前人」二字，與信徒間互相敬稱用詞「前賢」同義，後逐漸演變為專指一個組線的領導人。比如發一崇德組線點傳師韓萬年，於創建該組線的前人陳鴻珍逝世數年後實質掌有該組，但因認「前人」於該組線係對陳鴻珍專屬之敬稱，故拒絕該組線信徒敬稱他「前人」。
- 代表點傳師：常簡稱點傳師，意涵為代表祖師傳道者，1936年前稱代表師，今亦稱經理。
- 壇主：佛堂主人。
- 講師：講述倫理道德。擔任講師以上的職級，必須立「清口愿」，也就是發願終身食素。
- 講員：講述倫理道德。
- 辦事人員：佛堂中幫忙協助者。
- 三才：借竅時扶乩者為天才（現在通常以閉目橫書），抄字者為地才，報字者稱為人才。現臺灣多數一貫道組線少有借竅，較常見為神靈附身「開沙」（沙盤寫字）。
- 道親：道親間又可依是否發願清口茹素分為「求道道親」、「清口道親」。[35]彼此間謙稱「後學」，稱對方為「前賢」，以表尊敬別人、願意虛心受教的態度。

## 典籍：善書 、研修書籍
一貫道在闡釋教義時，也會運用佛教、道教、儒教、基督教、回教五教經典，另有自己的典籍，如經過扶乩的方式所產生的訓文等。
在一貫道的文獻中，不屬於仙佛降鸞訓文，而是由祖師或教職人員著作者，稱為善書。在臺灣，《一貫道疑問解答》、《性理題釋》等書，均為20世紀中葉中國大陸籍點傳師在臺傳教重要依據。:43以下，分別介紹師尊張天然的兩本著作——道義方面典籍《一貫道疑問解答》，及道儀方面典籍《暫訂佛規》。

### 張天然師尊在世參與的著作

#### 《一貫道疑問解答》
1937年第二次抗日戰爭爆發後，張天然與信徒郭廷棟等人共同編纂而成。針對基本道義，以問答方式詳盡解說，被視為初信道者必讀經典，以及認識一貫道最直接的經典。:431944年，何僩文前人（又名何西山）在重慶重新整理此書，以《道學新介紹》書名出版，書首並有時任司法院院長居正、中國國民黨元老張繼之題字。:471951年，在臺傳道的點傳師們，又因為忌諱「官考」（請參考#相關詞彙一節），將《一貫道疑問解答》刪改後，以《性理題釋》之題出版。次年又出版改寫成更簡單易懂的這本書，名為《認理歸真》:48

#### 《暫訂佛規》
1939年，張天然為了規範一貫道各地道壇的儀軌，整理先天道遺傳下來的繁瑣禮節，將之簡化。張天然在這本書中，首次將「修身」（日常生活中的修行）列入教義。:44
學者如李常寶等人認為，一貫道自劉清虛至張光璧間傳承，並無宗教意義上的「經典」。《華北民間秘密宗教》作者李世瑜等人則認為前揭書籍即可視為一貫道的經典。

## 戒律
一貫道的戒律主要來自漢傳佛教與儒家的融合；臺灣資深教徒多蛋奶素或全素，發「清口願」者則終身茹素。

### 三清
聖凡清、錢財清、男女界限清。
聖凡清：要知道佛堂是清靜地，就不要在那做買賣，也不要談政治，就是聖事與凡事要分清楚，不可混在一起或不清不白，決不可假聖濟私。
錢財清:　佛家一文錢，大似須彌山，欺心無實報，披毛戴角還。
男女界限清:　瓜田不納履，李下不整冠，男女不親授，乾坤不並肩，同車勿並坐，路行分前後，乾坤勿私語，私密勿交談。

### 四正
身正、心正、言正、行正。
身正：外表容面、衣著端莊。不殺生、不偷盜、不邪淫。
心正:　不貪心、不瞋恚、不愚痴。
言正:　不惡口、不妄言、不兩舌、不綺語。
行正：要守三綱五常，四維八德，凡事依良心去做，才能克己復禮為仁。

### 戒五葷三厭
五葷：不得食用五葷（大蒜、蔥、薤（藠頭、小蒜）、韭菜、興渠（中藥稱「阿魏」、菸草），合稱五葷或五辛。）
三厭：不得食用三厭（天上飛，地上走，水裡游）。

### 五戒
殺、盜、淫、妄、酒。

## 佛堂

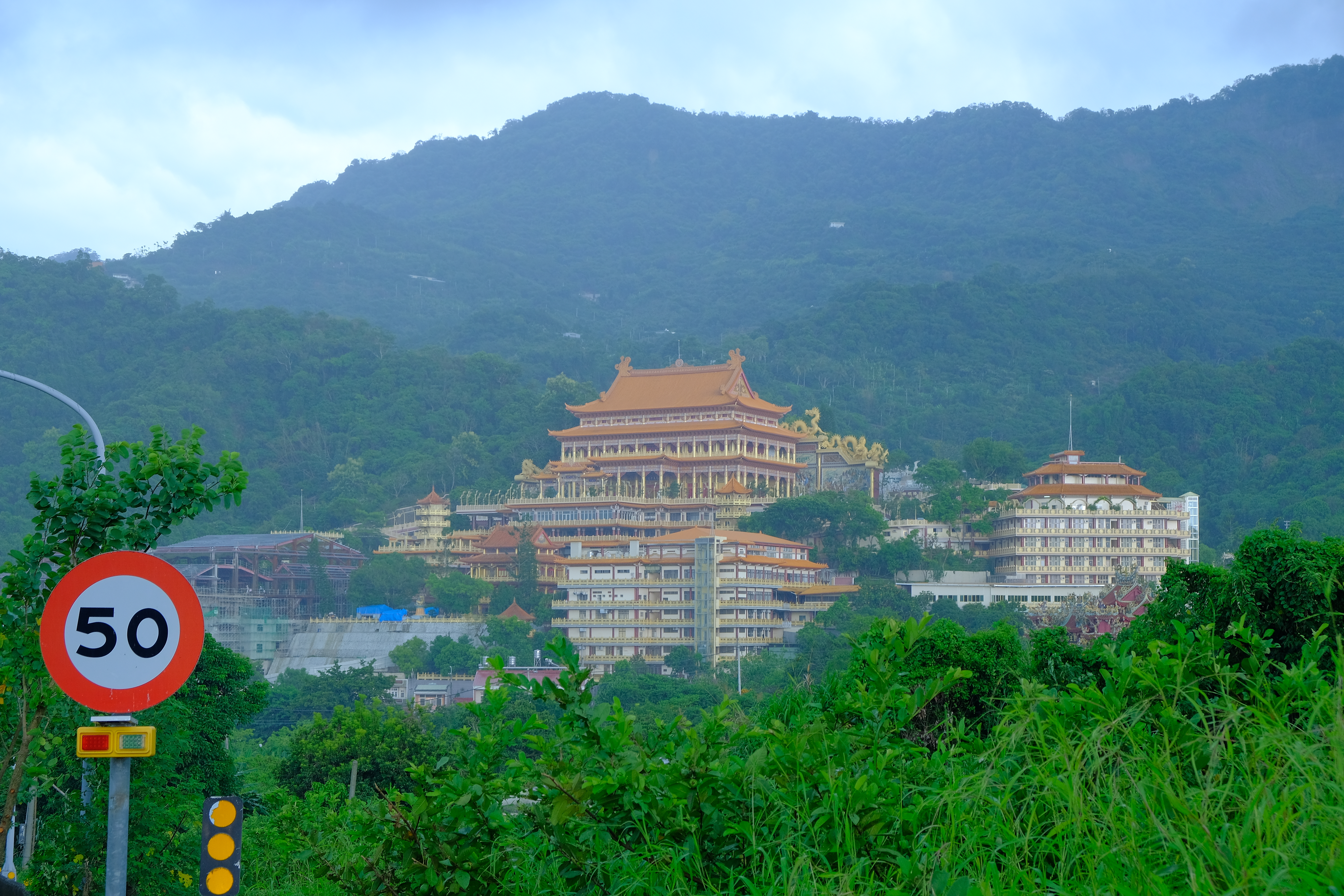
位於臺灣臺南市南化區的玉山寶光聖堂

一貫道的禮拜場所為佛堂，又稱佛壇、道場，是一貫道宗教儀式的舉行場所，通常奉祀該教主神無極老母。
男性拜濟公活佛為師；女拜月慧菩薩為師，但通常會稱濟公活佛為師尊，月慧菩薩為師母，彌勒古佛為老祖師。
依據其設置規模，可略區分為家庭佛堂、公共佛堂、中心佛堂（中心道場或道務中心）和道場。
家庭佛堂設於家庭私宅中，清口道親如欲投身道務，可以在前賢（道務點傳師）允許後設置，便利家庭共同參與道務。
公共佛堂、道場多為信徒集資興建，面積不一；道場與中心佛堂（中心道場或道務中心）是由幾間公共佛堂加再一起，或是蓋成獨棟，或是一兩間四合院。

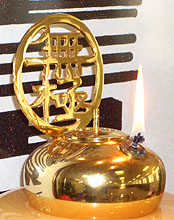
一贯道道场内常见的代表無極老母的油灯（母灯）

佛堂擺設有佛位、供桌、佛燈。

### 佛位
佛位: 分為以文字、圖像、塑像，三大類。

###### 文字書寫
書寫無極老母全稱「明明上帝、無量清虛、至尊至聖、三界十方、萬靈真宰」，或僅書寫先天母字、「佛」字。

###### 圖畫繪畫
可能懸掛南海古佛、太上老君或孔子之畫像。

###### 塑像(佛像)方式
亦可能供有彌勒古佛、南海古佛、濟公活佛、月慧菩薩、關帝、呂祖等仙佛神聖的塑像。
佛位兩邊懸掛對聯，多和教義有關。(以使用者經驗設計，心情或有感觸的對聯，可有可無。)

### 供桌
供桌:分為上桌、下桌。
上桌擺放佛位與佛燈（母燈）或是只有佛位。
下桌放置香爐，左右亦置佛燈(兩儀燈)，或是下桌)放佛燈（母燈）與一對檀香罐，左右亦置佛燈(兩儀燈)，此時佛燈（母燈）要墊高一寸，要比佛燈(兩儀燈)高。

### 佛燈
佛燈（母燈）：代表無極老母，無極。
佛燈（兩儀燈）：代表太極兩儀，左陽極，右陰極。

### 佛燈（母燈）放下桌原由
1、壇主高齡化：原因是不符合人因工程，完美的尺寸(魯班尺"紅字區")大多高於使用者身高，當使用者高齡時，為提升使用者安全性的權宜之計。
2、公共安全：（1）、台灣是屬於地震帶，有機緣會搖下來。（2）、佛燈之火放上佛桌，離屋頂距離小於2公尺時，有機緣發生火災。

### 家庭佛堂的祖先牌位方位
以同高不同桌，同桌不同高。為原則
就是佛堂，佛位的位子，如果要設置祖先牌位時，如果想等高排放時要分桌，如果要同桌時，祖先牌位，需低於佛位設置。
以視尊重仙佛，以及尊敬師長，因為祖先超拔後，也是「濟公活佛」的學生，故有此理。
根據中華民國內政部統計資料（2023年），一貫道在臺灣登記的「寺廟」（temple，亦即本節所述禮拜場所）共有235座。

## 文教公益
一貫道创立大專院校一貫道天皇學院、一貫道崇德學院，一贯道天皇学院106学年度招生率达92.86%。位於台灣屏東縣之屏東縣私立崇華國民小學（ 原高鳳數位內容學院）亦為該教所創。

### 大學社團
崇德服務社(發一崇德)、崇德志工社(發一崇德)、崇德青年社(發一崇德)、道學社(南屏研修院)。

## 相關詞彙

### 考
一貫道稱呼試煉與磨難的用詞，被視為是修行的課題。其中，「官考」（屬於八大考之「外考」）指的是政府單位的取締。:200

### 歸空
指一貫道徒逝世，又稱成道。
但是歸空，不一定成道。
成道大多是歸空逝世。

### 成道
指一貫道徒，泛指歸空後，在臨壇批結緣訓或是借竅結緣的人。

## 註解
1. ↑  官方英文名(I-Kuan Tao)源於威式拼音: I1-Kuan4 Tao4；日语：，羅馬拼音：Ikkandō[2]；韓語：，羅馬拼音：Ilgwando[3]；泰語：，RTGS拼音：Anuttharatham

### 引用
1. ↑  Lu 2008，第23頁.
2. ↑  Kubo Noritada. "Ikkando ni tsuite (On the Unity Sect)". Toyo Bunka Kenkyujo kiyo, n. 4, March 1953: 186-187.
3. ↑  Official website: Korean 일관도 Ilgwando International Morality Association （页面存档备份，存于）
4. ↑  吳鳳章. . 一貫道天皇學院. 2017.
5. ↑  . 雲林縣西螺鎮廣興國民小學.   [2018-05-30]. （原始内容存档于2018-06-12）.
6. 1 2  星雲. .   [2018-09-21]. （原始内容存档于2018-10-14）.
7. ↑  . ETtoday新聞雲. 2018-03-06  [2018-10-13]. （原始内容存档于2020-11-23） （中文（臺灣））.
8. ↑  釋星雲. .   [2018-10-13]. （原始内容存档于2018-10-13）. 一貫道……名稱則是劉清虛取法《論語‧里仁篇》「參乎！吾道一以貫之」的意義。1940年，十八代祖張天然再將一貫道易名為「天道」。其後，一貫道與天道兩種名稱並用，以迄於今。一九八七年獲內政部核准成立「中華民國一貫道總會」，為合法的宗教團體。
9. ↑  . 信仰問答彙編.   [2018-06-18]. （原始内容存档于2020-11-23）.
10. ↑  .   [2018-07-30]. （原始内容存档于2020-11-23）.
11. 1 2  一貫道概要-慕禹，ISBN13：9789868010000
12. ↑  . 中国评论学术出版社.   [2018-11-30]. （原始内容存档于2020-10-19）.
13. 1 2 3 4  美國之音. .   [2010-06-24]. （原始内容存档于2020-11-23）.
14. ↑  .   [2018-08-29]. （原始内容存档于2020-08-09）.
15. ↑  .   [2018-11-17]. （原始内容存档于2020-11-23）.
16. ↑  .   [2017-04-10]. （原始内容存档于2014-11-29）.
17. ↑  .   [2024-12-25]. （原始内容存档于2024-12-26）.
18. ↑  .   [2024-12-25]. （原始内容存档于2024-12-31）.
19. ↑  .   [2017-04-21]. （原始内容存档于2017-04-22）.
20. ↑  丁乙. . 中國人民大學清史研究所.   [2018-11-30]. （原始内容存档于2020-11-23）.
21. ↑  . 中國評論學術出版社.   [2018-11-30]. （原始内容存档于2020-05-01）.
22. ↑  張紹城. . 國立雲林科技大學. 2006: 33  [2020-10-24].
23. ↑  姚祺. .   [2018-11-30]. （原始内容存档于2020-11-02）.
24. ↑  . 彌勒書院. 2017-05-05  [2018-06-18]. （原始内容存档于2018-06-18）.
25. 1 2 3  董坤耀. . 國立中正大學. 2010  [2019-01-29].
26. ↑  施春兆. . 一貫道崇德學院.   [2019-04-03]. （原始内容存档于2019-04-03）.
27. ↑  雲林縣發展史編纂委員會. . 雲林縣政府. 1997: 6之108.
28. 1 2  . 中评电讯. 2010-07-30  [2019-01-31]. （原始内容存档于2020-11-02）.
29. 1 2 3  曾萬本. . . 雲林文化研究叢書.第1輯; 八 初版1刷. 雲林縣斗六市: 雲縣文化處. 2012: 149–151. ISBN 978-986-03-1338-3.
30. 1 2  唐經欽. . 一貫道研究. 2015-08, (4): 134–158.
31. 1 2  鍾雲鶯. . 世界宗教學刊. 2006-12, (8): 39–69.
32. ↑  中華民國一貫道總會. .   [2018-09-21]. （原始内容存档于2020-11-23）.
33. 1 2 3  修辦津要(更新版) / 崇德學院編著. . 光慧書局.   [2022-10-24]. （原始内容存档于2022-11-09） （中文（臺灣））.
34. 1 2  李紀勳; 劉怡君. . 內政部全國宗教資訊網.   [2018-07-02]. （原始内容存档于2021-05-16）.
35. ↑  . 彌勒書院. 2016-10-30  [2018-07-02]. （原始内容存档于2018-07-02）.
36. 1 2 3 4 5  林榮澤. . 一貫道研究 (南投縣埔里鎮: 一貫道崇德學院). 2014-06, (3): 36–64. ISSN 2226-2652 （中文（臺灣））.
37. ↑  李常寶. . 抗日戰爭研究.
38. 1 2  杜梅瑞-基礎忠恕. . www.greattao.org.   [2022-11-03]. （原始内容存档于2022-11-09）.
39. 1 2  中華民國一貫道總會. . 一貫道簡介.   [2018-09-21]. （原始内容存档于2020-08-12）.
40. ↑  . 全國宗教資訊網. 中華民國內政部.   [2021-01-02]. （原始内容存档于2022-04-19）.
41. 1 2  . ETtoday新聞雲. 2018-03-06  [2018-10-13]. （原始内容存档于2020-11-23） （中文（臺灣））.
42. ↑  李欣霖. . 興大人文學報. 2014-09, (第五十三期): 193–234.

### 書目
- 李世瑜編著，《現代華北秘密宗教》（上海：上海文藝出版社，1990）
- 張天然編著，《一貫道疑問解答》
- 張天然編著，《性理題釋解譯（中英合編）》

## 外部連結
- 一貫道世界總會（页面存档备份，存于）
- 中華民國一貫道總會（页面存档备份，存于）
- 新聞挖挖哇 - 一貫道 （页面存档备份，存于）